# Tine Thing Helseth
Tine Thing Helseth (18 de agosto de 1987) es una trompetista noruega especializada en repertorio clásico.

## Biografía
Nacida en Oslo, Tine comenzó a tocar la trompeta a los siete años de edad, asistiendo al Barratt Due Institute of Music. Entre sus maestros estuvieron Heidi Johanessen (Orquesta de la ópera nacional de Noruega) y desde 2002 Arnulf Naur Nilsen (Orquesta Filarmónica de Oslo).

## Concursos y distinciones
- 2004 Campeonato noruego de solistas sin límite de edad, 1.er premio[2]
- 2005 Competencia internacional de trompeta  "Theo Charlier" Bruselas, Bélgica, 2.ª premio[2]
- 2005 Premio de honor Fundación de maestros de Oslo[1]
- 2006 Premio Yamaha Music Foundation -Europe Scholarship 2006[1]
- 2006 Competencia Eurovisión para jóvenes músicos, 2.º premio[1][3]
- 2006 Premio de cultura príncipe Eugenio
- 2006/2007 NRK Premio Radio P2[4]
- 2009 Premio Borletti-Buitoni Trust Fellowship